# ГЕС Контрерас
ГЕС Контрерас (ісп. Presa de Contreras) — гідроелектростанція на сході Іспанії. Розташована між ГЕС Лукас-Уркіхо та малою ГЕС Контрерас-Мірасол (1,2 МВт), входить до каскаду на річці Кабр'єль (ліва притока Хукар, яка впадає у Валенсійську затоку Середземного моря).
Ресурс для роботи станції накопичується у водосховищі Контрерас, об'єм якого запроектували на рівні 880 млн м3. Для його створення звели дві гравітаційні греблі. Одна висотою 129 метрів та довжиною 241 метр, на спорудження якої пішло 640 тис. м3 матеріалу, перекрила русло Cabriel. Підтримувати необхідний рівень їй допомагає розташована трохи вище по правому березі річки друга гребля висотою 43 метри та довжиною 234 метри, що потребувала 116 тис. м3 матеріалу. Після введення об'єкту в експлуатацію через тріщинуватість порід почалось масштабне просочування води. Для виправлення ситуації спорудили додаткові водозливні споруди та прийняли рішення обмежити максимальний нормальний об'єм резервуару обсягом 445 млн м3, який досягається при рівні поверхні 651 метр НРМ (висота гребеню греблі 679 метрів НРМ). При такому заповненні площа водойми становить 17,8 км2.
Водосховище створювалось у межах комплексного гідротехнічного проекту та забезпечує максимальну утилізацію ресурсу зі сточища Кабр'єль, утримуючи весняну талу воду. Окрім забезпечення роботи ГЕС Контрерас, воно також працює на потреби каналу Хукар — Турія та водопостачання міста Валенсія.
При греблі працює гідроелектростанція, обладнана двома турбінами типу Френсіс потужністю 13,5 та 37,5 МВт, які використовують напір у 102 метри.
Зв'язок з енергосистемою відбувається по ЛЕП, що працює під напругою 132 кВ.